# Nocturno para piano (Debussy)
El Nocturno de Debussy es una obra para piano. Escrito en 1892, es una de las obras de más encanto del piano juvenil de su autor. Evocador y misterioso, consigue crear un ámbito poético de extrema finura. 